# Stenopogon truquii
Stenopogon truquii là một loài ruồi trong họ Asilidae. Stenopogon truquii được Bellardi miêu tả năm 1861. Loài này phân bố ở vùng Tân nhiệt đới.